# Emil Wohlwill
Emil Wohlwill (* 24. November 1835 in Seesen; † 2. Februar 1912 in Hamburg) war ein deutscher Chemiker und Wissenschaftshistoriker.

## Leben

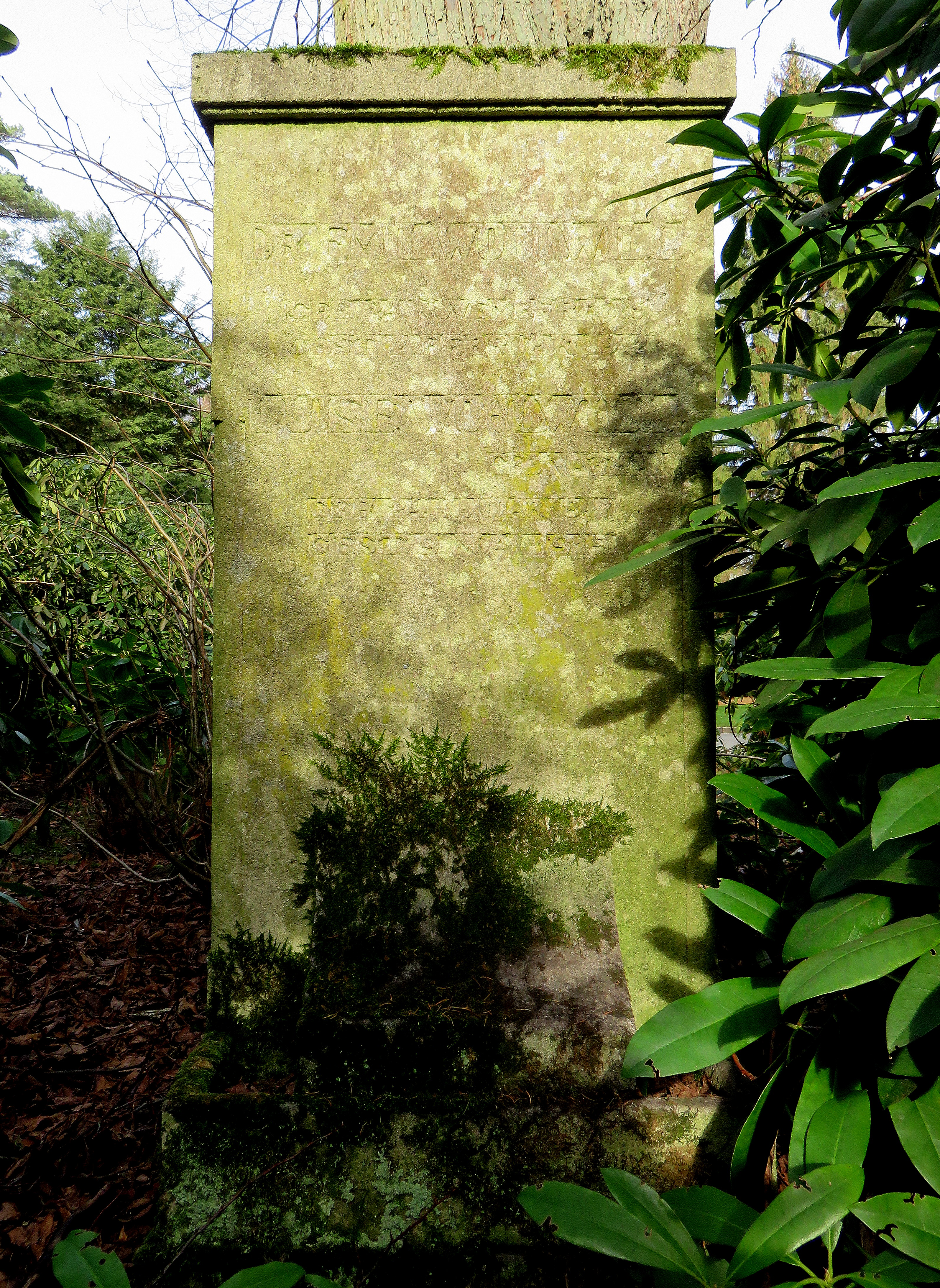
Grabstein für Emil Wohlwill auf dem Friedhof Ohlsdorf

Emil Wohlwill war Sohn des Pädagogen und jüdischen Publizisten Immanuel Wohlwill und seiner Ehefrau Friederike Reichel Warburg. Seine Kindheit verbrachte er in Seesen und Blankenburg. 1851 ging er nach Hamburg, um dort das Johanneum und das Akademische Gymnasium zu besuchen. 1855 studierte er Chemie in Heidelberg, Berlin und Göttingen.
Nach seiner Rückkehr nach Hamburg unterrichtete er zunächst Physik an Hamburger Gewerbeschulen und arbeitete als Handelschemiker, ehe er bei der Elbhütten-Affiniergesellschaft eine Stelle als analytischer Chemiker antrat. Hier beschäftigte er sich mit der Trennung von Buntmetallen. 1875 gelang ihm der Durchbruch zunächst bei der Scheidung von Kupfer und Silber, später auch bei Gold. Sein elektrolytisches Verfahren zur Scheidung ist heute als Wohlwill-Prozess bekannt.
Parallel setzte sich Wohlwill mit der Wissenschaftsgeschichte auseinander. Im Zentrum seiner Betrachtungen stand Galileo Galilei. Jahrelang arbeitete er an einem Buch über den Physiker, das letztendlich nie vollendet wurde. Ein erster Band erschien 1909 unter dem Titel Galilei und sein Kampf für die copernicanische Lehre, ein zweiter Band wurde aus dem Nachlass zusammengestellt und 1926 veröffentlicht.
Wohlwill war ein liberaler Freidenker und Vertreter des aufgeklärten Judentums. Über Jahre kämpfte er um das Bürgerrecht in Hamburg, das ihm 1865 gewährt wurde. Daraufhin trat er aus der Jüdischen Gemeinde aus. Schon 1867 wurde er Mitglied der Patriotischen Gesellschaft in Hamburg.
Emil Wohlwill war mit Louise Nathan verheiratet. Sie waren Teil der großen, weitverzweigten Familie Wohlwill in Hamburg. Ihre Tochter Gretchen Wohlwill (1878–1962) war eine bekannte Hamburger Malerin, der Sohn Friedrich Wohlwill (1881–1958) ein bekannter Mediziner. Für ihren in Theresienstadt ermordeten ältesten Sohn Heinrich Wohlwill (1874–1943), Nachfolger seines Vaters im Vorstand der Norddeutschen Affinerie, wurde ein Stolperstein vor der Patriotischen Gesellschaft in Hamburg verlegt.
Emil Wohlwill wurde auf dem Ohlsdorfer Friedhof in Hamburg im Planquadrat U 29 (Kapellenstraße östlich Lippertplatz), beigesetzt.

## Werke
- Der Inquisitionsprocess des Galileo Galilei. Robert Oppenheim, Berlin 1870, (Digitalisat)
- Ist Galilei gefoltert worden? Eine kritische Studie. Duncker & Humblot, Leipzig 1877. (archive.org)
- Joachim Jungius. Festrede zur Feier seines dreihundertsten Geburtstages am 22. Oktober 1887…, Leopold Voss, Hamburg & Leipzig 1888, Digitalisat
- Galilei betreffende Handschriften der Hamburger Stadtbibliothek. Aus dem Jahrbuch der Hamburgischen Wissenschaftlichen Anstalten. XII. Lucas Gräfe & Sillem, Hamburg 1895, (Digitalisat)